# Poésie vieil-anglaise
 (octobre 2008).
Si vous disposez d'ouvrages ou d'articles de référence ou si vous connaissez des sites web de qualité traitant du thème abordé ici, merci de compléter l'article en donnant les références utiles à sa vérifiabilité et en les liant à la section « Notes et références ».

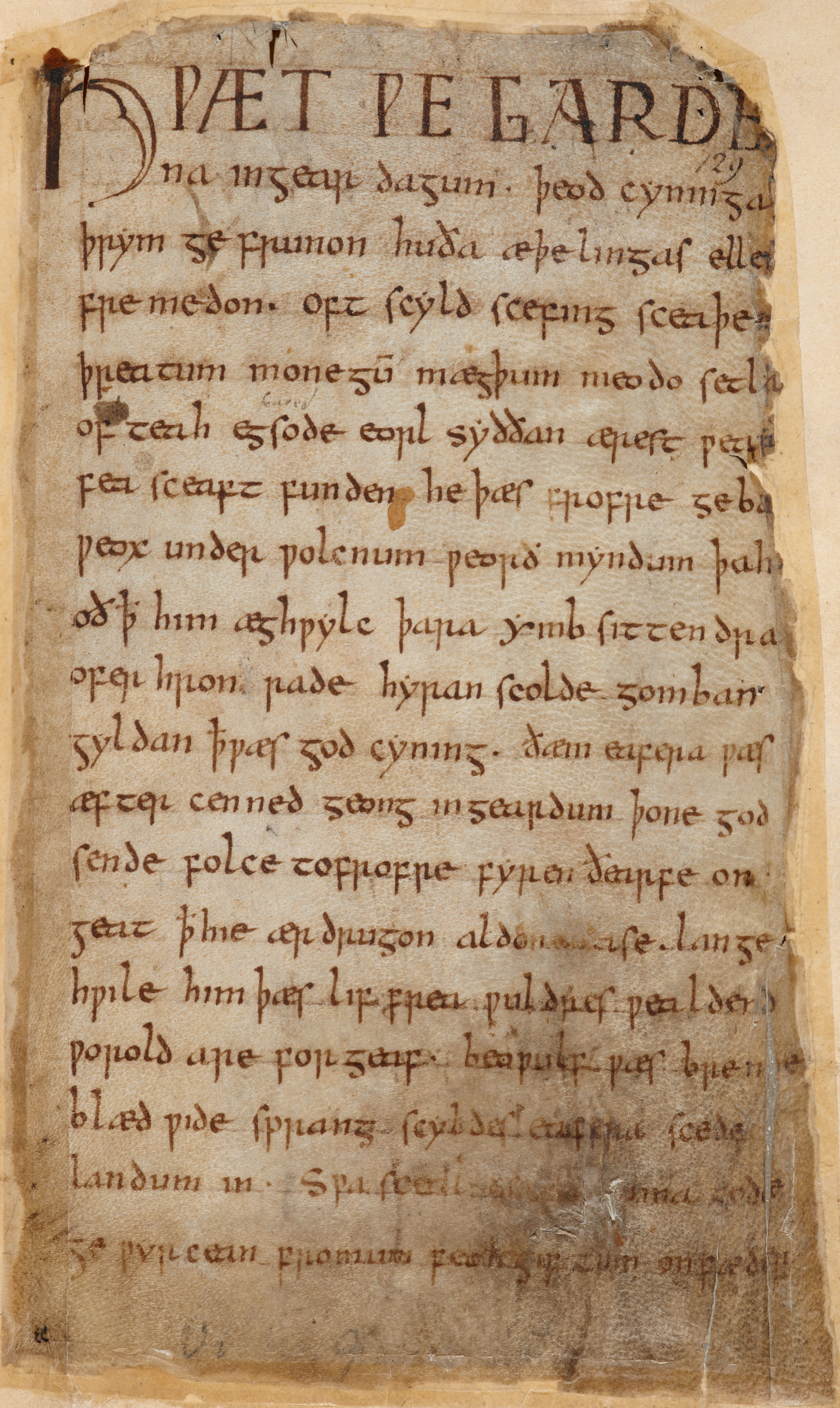
Première page de Beowulf

La poésie vieil-anglaise désigne le corpus de textes poétiques en vieil anglais, datés de la période anglo-saxonne de l’Angleterre. C’est la partie la plus étudiée de la littérature vieil-anglaise ; elle est en grande partie contenue dans les quatre principaux manuscrits que sont le Livre d’Exeter, le Livre de Verceil, le Codex Nowell et le manuscrit Junius.

## Histoire

### Périodes
La poésie vieil-anglaise se divise facilement en deux parties : la poésie héroïque germanique pré-chrétienne, et la poésie chrétienne.
Parmi les plus anciennes lignes de poésie en vieil anglais connues, on trouve celles conservées sur le coffret d’Auzon, datées de la fin du VIIe ou du début du VIIIe siècle (la date est contestée). Les vers sont inscrits sur l’avant et les côtés du coffret, et sont rédigés en un dialecte anglien archaïque, mercien ou northumbrien.

### Analyses
Les Anglo-Saxons n’ont pas laissé de règles poétiques, ou de système explicite. Tout ce que nous savons de la poésie de cette période est basé sur les analyses modernes des textes conservés. La première théorie ayant eu une grande diffusion est celle des vers allitératifs, élaborée par Eduard Sievers en 1885.
La théorie de John Collins Pope, publiée en 1942 utilise des notations musicales pour représenter les motifs[évasif], et est encore débattue.

## Poètes
La poésie était principalement orale ; notre compréhension en est donc incomplète. On sait par exemple que les poètes (appelés « scops ») étaient souvent accompagnés d’une harpe, mais d’autres traditions nous sont certainement inconnues.

Now let us praise the Guardian of the Kingdom of Heaven

the might of the Creator and the thought of his mind,

the work of the glorious Father, how He, the eternal Lord

established the beginning of every wonder.

For the sons of men, He, the Holy Creator

first made heaven as a roof, then the

Keeper of mankind, the eternal Lord

God Almighty afterwards made the middle world

the earth, for men.
Une majorité des poètes sont anonymes. Douze sont connus par leur nom, de sources médiévales, mais on ne connait les œuvres que de quatre d’entre eux :
- Cædmon est considéré comme le père de la poésie anglo-saxonne. Il vivait à l’abbaye de Whitby en Northumbrie au VIIe siècle. Seul un poème de neuf vers nous est resté de lui, l'Hymne de Cædmon, qui est le plus vieux texte en anglais connu à ce jour ;
- Bède le Vénérable ;
- Alfred le Grand ;
- Cynewulf, dont on ne connait pas l’identité exacte, est le poète dont on ait le plus d’œuvres. Quatre poèmes ont été conservés : Juliana et la partie « Christ II » du poème Crist, dans le Livre d'Exeter, et The Fates of the Apostles et Elene, dans le Livre de Verceil.

## Caractéristiques

### Allitération et césure
Eduard Sievers a formalisé la poésie vieil-anglaise sous forme de vers allitératifs ; le système a été hérité et reste proche de diverses formes de poésie de langues germaniques plus anciennes.

fyrene fremman       feond on helle.

(« pour perpétrer le tourment, démon de l’enfer. »)
Il y a une césure, à la moitié du vers, qui permet de faire apparaître le rythme, et séparant chaque vers en deux morceaux. Chaque demi-ligne a deux syllabes accentuées. Il y a cinq motifs d’accentuation syllabique. La première syllabe accentuée de la seconde moitié de la ligne doit allitérer avec l’une des deux (ou les deux) syllabes accentuées de la première moitié de la ligne. La seconde syllabe accentuée de la deuxième moitié de ligne n’allitère pas.

### Figures stylistiques
La poésie anglo-saxonne fait un usage important de la métaphore, renforcé par l’utilisation de kenningar, des courtes formules métaphoriques, et des litotes.
À l’inverses de divers autres types de poésie proches, les comparaisons sont peu utilisées. C’est une conséquence de sa structure et de la rapidité d’images déployés, empêchant de soutenir longuement la comparaison. Par exemple, Beowulf contient au plus cinq comparaisons.[réf. nécessaire]

## Poèmes

### Poésie germanique
La poésie en vieil anglais qui a été la plus étudiée est la poésie héroïque, d’origine germanique.

#### Poèmes héroïques
Le plus long (3 182 lignes poème, et le plus important, est Beowulf, qui apparaît dans le Codex Nowell. Le poème raconte l’histoire de Beowulf, un héros légendaire goth. L’histoire se déroule en Scandinavie, en Suède et au Danemark, et le récit lui-même est probablement d’origine scandinave. L’histoire est biographiques, et donne le ton pour une grande partie du reste de la poésie vieil-anglaise[Quoi ?]. Elle a obtenu de statut d’épopée nationale.
Il existe d’autre poèmes héroïque que Beowulf. Deux ont survécu en partie : La Lutte au Finnsburh, récit de l’une des scènes de bataille également présente dans Beowulf (le lien entre les deux est sujet à débats), et Waldere, contant la vie de Gauthier d'Aquitaine (en). Deux autres poèmes utilisent des figures héroïques : Widsith possède probablement des racines très anciennes, jusqu’au IVe siècle, et concerne le roi ostrogoth Ermanaric, contenant un catalogue de noms associés à son histoire. Deor est un poème lyrique, dans le style de la Consolation de la philosophie de Boèce, utilisant plusieurs héros célèbres comme Eormanric ou Völund.
La Bataille de Maldon, poème de 325 vers, célèbre le Earl Byrhtnoth et ses hommes qui sont tombés au combat contre les Vikings en 991. Il est considéré comme l’un des plus beaux[réf. nécessaire], mais le début et la fin sont tous deux portés disparus et le seul manuscrit original a été détruit dans un incendie en 1731. À la fin du poème se trouve le discours :

« Thought shall be the harder, the heart the keener, courage the greater, as our strength lessens.
Here lies our leader all cut down, the valiant man in the dust;
always may he mourn who now thinks to turn away from this warplay.
I am old, I will not go away, but I plan to lie down by the side of my lord, by the man so dearly loved. »

La Chronique anglo-saxonne contient plusieurs poèmes épiques. Le premier, La Bataille de Brunanburh, célèbre la victoire du roi Æthelstan sur les Écossais et les Scandinaves en 937. Les manuscrits de la Chronique comprennent cinq autres poèmes plus courts traitant de la capture des Cinq Bourgs (942), du couronnement du roi Edgar (973), de la mort du roi Edgar (975), du décès du prince Alfred (1036) et de la mort du roi Édouard le Confesseur (1065).

#### Poésie élégiaque
En opposition avec les poésies héroïques, un certain nombre de courts poèmes du Livre d’Exeter ont été qualifiés d’« élégies » ou de « poésie sage » (wisdom poetry),. Ils sont lyriques, rappellent les poésies de Boèce par leur description des bonnes et mauvaises périodes de la vie.
The Ruin est un poème sombre, qui raconte la décadence d’une ville autrefois glorieuse de Bretagne romaine (les villes de Grande-Bretagne ont été en déclin après le départ des romains, au début du Ve siècle, les autochtones gardant des habitudes rurales).
The Wanderer fait parler un vieil homme, qui parle de l’attaque qui a eu lieu dans sa jeunesse, où ses amis proches et ses parents ont été tués, lui laissant des souvenirs qui l’ont hanté toute sa vie. Il remet en question la décision d’engager un combat : l’homme sage ne se livre à la guerre que pour préserver la société, et ne doit se précipiter dans la bataille mais chercher des alliés. Le poète trouve peu de gloire à la bravoure sans but.
The Seafarer raconte l’histoire d’un homme exilé sur la mer ; on trouve également Wulf and Eadwacer, The Wife's Lament, et The Husband's Message. Le roi Alfred le Grand a écrit un poème élégiaque sur le cours de son règne, s’inspirant vaguement d’un des textes philosophiques néoplatoniques de Boèce.

### Poésie chrétienne
Avec l’apparition du christianisme, les histoires chrétiennes ont souvent été mélangées par les conteurs dans des histoires héroïques plus anciennes, transmises oralement.

#### Hagiographies
Le Livre de Verceil et le Livre d’Exeter contiennent quatre longs poèmes hagiographiques : Andreas et Elene dans le premier, et Guthlac and Juliana dans le second.
Andreas compte 1 722 lignes, et est le poème le plus proche de Beowulf d’un point de vue stylistique. Il raconte comment saint André a secouru saint Matthieu des Mermedoniens. Elene conte l’histoire de sainte Hélène (mère de l’empereur romain Constantin) et de sa découverte de la Vraie Croix (culte populaire dans le monde anglo-saxon) ; ce poème est instrumental.
Guthlac A et B (deux poèmes, notés Guthlac A et Guthlac B) parle de la vie de saint Guthlac (VIIe siècle). Juliana est l’histoire de la martyr vierge Julienne de Nicomédie.

#### Paraphrases bibliques
Le manuscrit Junius contient trois paraphrases des textes de l’Ancien Testament. Il réécrivent les passages bibliques en vieil anglais, sans être d’exactes traductions, mais des paraphrases, parfois de manière poétique. Le plus grand est Genesis (qui reprend le livre de la Genèse), le second Exodus (qui reprend l’Exode) et le troisième Daniel (qui reprend le livre de Daniel). Le quatrième et dernier poème, Le Christ et Satan, contenu dans la seconde partie du manuscrit, ne paraphrase pas un livre particulier de la Bible, mais reprend différents épisodes de l’Ancien et du Nouveau Testament.
Le Codex Nowell contient une paraphrase poétique de la Bible, juste après Beowulf, appelé Judith, qui reprend le livre de Judith. Ce texte ne doit pas être confondu avec l’homélie d’Ælfric, Judith, qui reprend le même passage biblique mais en prose allitérative.
Une traduction en vieil anglais des psaumes 51–150 a été préservé, suivi d’une version en prose des 50 premières.
On trouve des nombreuses traductions versifiées de Gloire à Dieu, du Notre Père et du Credo des apôtres, ainsi que de nombreuses hymnes et proverbes.

#### Poèmes chrétiens
En plus des paraphrases de la Bible, on trouve un certain nombre de poèmes religieux originaux, la plupart du temps lyriques (non-narratifs).
Le Livre d'Exeter contient une série de trois poèmes intitulée Crist.
Le Rêve de la Croix (Dream of the Rood), contenu dans le Livre de Verceil, est considéré comme l’un des plus complexes poèmes en vieil anglais. C’est une vision en rêve du Christ sur la Croix, cette dernière étant personnifiée, disant :« I endured much hardship up on that hill. I saw the God of hosts stretched out cruelly. Darkness had covered with clouds the body of the Lord, the bright radiance. A shadow went forth, dark under the heavens. All creation wept, mourned the death of the king. Christ was on the cross. » Le rêveur finit par croire en la Croix, et le rêve se termine sur une vision du Paradis.
On trouve plusieurs poèmes présentant des débats. Le plus long de ces poèmes est Le Christ et Satan du manuscrit Junius, qui oppose le Christ et Satan. Également, Salomon et Saturne, conservé en plusieurs fragments, représente le dieu Saturne comme un magicien débattant avec le roi Salomon.

### Autres poèmes
D’autres formes poétiques existent en vieil anglais, dont des charades, de courts versets, des poèmes gnomiques ou mnémoniques, etc.
Plusieurs poèmes en vieil anglais sont des adaptations de textes philosophiques de l’Antiquité tardive. Le plus long est une traduction du Xe siècle de la Consolation de la philosophie de Boèce, et est conservé à la bibliothèque Cotton[évasif]. Le poème Le Phénix du Livre d’Exeter, une allégorie de De ave phoenice de Lactance.
D’autres courts poèmes dérivent de la tradition des bestiaires en latin. Parmi eux, La Panthère, La Baleine ou La Perdrix, tous trois dans le Livre d’Exeter.
Le Livre d’Exeter compte 95 énigmes dont les réponses ne sont pas fournies. Certaines restent débattues.
On trouve de courts vers dans les marges des manuscrits, qui offrent des conseils pratiques. Ainsi, on a des remèdes contre la perte de bétail, la façon de gérer un retard de naissance, les essaims d’abeilles, etc. Le plus long est une recette de potion contre les empoisonnements et infections, appelé Charme des neuf herbes, probablement d’origine païenne.
Il y a un groupe de poèmes mnémoniques, prévus pour aider à retenir des listes et des séquences de noms, dans l’ordre. Ce sont Menologium, The Fates of the Apostles, The Rune Poem, The Seasons for Fasting, et Instructions for Christians.

## Informations externes
- Voyez aussi le texte de La Consolation de la philosophie de Boèce.

- (en) Cet article est partiellement ou en totalité issu de l’article de Wikipédia en anglais intitulé « Old English literature » (voir la liste des auteurs).

### Sources
1. ↑  (en) John Collins Pope, The Rhythm of Beowulf : An interpretation of the normal and hypermetric verse-forms in old English poetry, New Haven, Yale University Press, 1942
2. ↑  (en) Oxford Companion to English Literature, Oxford, Oxford University Press, 1990, 5e éd. (1re éd. 1932), 1155 p. (ISBN 0-19-866130-4, lire en ligne)
3. ↑  (en) Angus Cameron, « Anglo-Saxon literature », Dictionary of the Middle Ages, vol. 1,‎ 1983, p. 280-281
4. ↑  (en) Carl Woodring et James S. Shapiro, The Columbia Anthology of British Poetry, Columbia University Press, 1995, 891 p. (ISBN 0-231-10180-5 et 9780231101806, lire en ligne), p. 1